# ادیهالی، حسن
ادیهالی، حسن (به انگلیسی: Addihalli, Hassan) یک روستا در هند است که در کارناتاکا واقع شده‌است.